# Франциск Ассізький
Франци́ск Ассі́зький, або Франци́ск Асси́зький (лат. Franciscus Assisiensis, італ. Francesco d'Assisi; 1181/1182 — 3 жовтня 1226) — італійський християнський чернець, місіонер, засновник Ордену францисканців. Родом з міста Ассізі, Сполетське герцогство, Священна Римська імперія. Світське ім'я — Джованні ді Бернардоне. Син ассізького купця П'єтро ді Бернардоне. В юності перебував на військовій службі. 1204 року мав видіння, після якого вирішив полишити світське життя. Під час паломництва до Риму приєднався до бідняків й дав обітницю жити в бідності. Повернувшись додому, проповідував в Ассізі й створив зі своїх послідовників чернечий орден, затверджений 1210 року Папою Римським Іннокентієм III. 1219 року вирушив до Єгипту, сподіваючись навернути тамтешнього султана і владнати конфлікт із хрестоносцями. 1223 року започаткував традицію встановлення шопки на Різдво. 1224 року отримав стигмати й став першою історичною особою, що мала на собі знаки страстей Христових.
Помер у рідному Ассізі, Папська держава.
Канонізований 16 липня 1228 року Римським Папою Григорієм IX. Вшановується як святий у римо-католицькій, греко-католицькій, англіканській, лютеранській та старокатолицькій церквах. Головна святиня — Базиліка святого Франциска Ассізького. День пам'яті — 4 жовтня. Вважається патроном францисканців, купців, бідняків, тварин і довкілля. Один із покровителів-захисників Італії поряд із Катериною Сієнською. Патрон міста Сан-Франциско (Каліфорнія). 1979 року проголошений патроном екологів. Один із найшанованіших релігійних діячів в історії людства. Також — Франциск із Асижу.

## Історичний контекст
Старе чернецтво у своєму зреченні світу покладало на окремого ченця обітницю бідності, але це не заважало монастирям володіти великими земельними наділами, а абатам — змагатися в багатстві й розкоші з єпископами та князями. Франциск поглибив ідею бідності: з огидної ознаки зречення світу він створив з неї позитивний, життєвий ідеал, який випливав з ідеї слідування прикладу бідного Христа. Водночас Франциск змінив і саме призначення чернецтва, замінивши монаха-відлюдника апостолом-місіонером, який, внутрішньо зрікшись світу, залишається в ньому, щоб закликати людей до миру і покаяння.
Старе землевласницьке чернецтво відповідало аграрному періоду Західної Європи; але виникли міста, з густим населенням з багатих і бідних — і саме до них звернулися учні Франциска: одним проповідуючи «життя у бідності» задля напучування, іншим — на втіху, як ідеал «євангельської досконалості». Як проповідник «життя в бідності», Франциск мав попередників. Багатство кліру давно викликало протест — як з боку охоронців аскетичного ідеалу (Бернард Клервоський), так і з боку противників кліру (Арнольд Брешіанський). Особливу схожість з Франциском мав старший його сучасник, П'єр Вальдо з Ліона, від проповідей якого отримала початок, відпала згодом від католицизму, секта вальденсів.
Проте спроби істориків розшукати ниточки, що пов'язали б Франциска з його попередниками, призвели лише до слабо обґрунтованих гіпотез. Думка про добровільну бідність «за Євангелієм» легко могла самостійно зародитися як у багатого ліонського банкіра, так і в марнотратного сина заможного купця в провінційному італійському містечку; але проповідь того й іншого прийняла різне спрямування, що залежало як від середовища і обставин життя, так і від особистостей обох.

## Життя святого
Син торговця тканинами, у юності вів безтурботне життя, але це змінила хвороба. Він почав доглядати за прокаженими, вів жебрацьке життя, відновлював зруйновані каплиці тощо. Прогнівив батька, продавши запаси тканин з доброчинною метою.
У 1209 році склав правила і норми поведінки для своїх прибічників, що зобов'язували їх як «менших братів» (міноритів, згодом францисканців) жити в нужді й каятті на службі людям і церкві.
Через навернення Клари Ассізької в 1212 році заснував жіночу гілку ордену.
Після редагування 1221 року і затвердження Папою Римським Гонорієм ІІІ правила і норми ордену стали його писаним статутом.
Сам Франциск 1219 року брав участь у п'ятому хрестовому поході, дійшов до Єгипту, де проповідував тамошньому султанові й відійшов від керівництва орденом.
Ставши напівсліпим через хворобу повік, яку дістав на Сході, повернувся додому, де в нього 1224 року відкрилися рани Христові. Він приховував стиґмати від оточення і намагався впливати на нього більше прикладом власного благочестя і складанням молитов.

## Ставлення до природи
Святий бачив усю природу як відображення свого творця й іменував звірів, птахів, місяць, зірки, воду своїми «братами» і «сестрами». Тільки землю він називав сестрою-матір'ю. До всіх істот він звертався, як до своїх близьких родичів. Спорідненість цінна своїм зв'язком, але не менш цінний у ній елемент індивідуальності. Як слід поводитися з братом чи сестрою? — Їх не слід експлуатувати, їх треба любити і поважати через родинний зв'язок. Розширення цієї концепції до включення всього сущого і стало проявом геніальності святого. Його турбота про тварин привела його до того, що він не вбивав їх, хоча й суворим вегетаріанцем не був. Він виступав на захист звірів у неволі, дбав про них або звільняв. Святий врятував кілька диких голубів, яких несли на базар. Святий Франциск вигукував: «Якби я тільки міг постати перед імператором, я б благав його, заради любові до Бога і до мене видати указ, що забороняє ловити і позбавляти волі моїх сестер-жайворонків». Сокіл добровільно служив йому як будильник.
Він поважав і неживу природу: намагався не наступати на воду і почитав скелі. Він розширив концепцію співдружності до всіх природних створінь. Він змусив людей годувати вовка, взявши з нього клятву не красти овець. Він просив імператора видати указ про святкове годування домашніх віслюків і волів напередодні Різдва.
За сім століть до А. Швейцера, св. Франциск прибирав червів з дороги, де вони могли бути розчавлені. Франциск в будь-якій життєвій формі бачив елемент святості. Споглядаючи квітку, він відчував містичний екстаз. Він просив садівників залишати в садах місце для диких трав, щоб «краса квітів могла сповіщати про можливості батька всіх істот», створивши свого роду прообрази заказників для дикої природи.
Він вірив, що природа сама по собі має значення, тому що створена Богом і не залежить від цінності, наданої їй людиною. Таким чином він передбачив наріжну ідею екологічної етики про внутрішню цінність дикої природи, розроблюваної сучасними екофілософами. Святий не дозволяв рубати дерева в лісі, бо кожне дерево — символ того, на якому був розп'ятий Син Божий.
На думку святого, відносини людини з природою повинні мати характер взаємозалежності. Природа значима не завдяки своїй користі для людей, а й завдяки численним формам вираження доброзичливої присутності Бога.
Франциск Ассізький підкреслював присутність Бога в різноманітності істот і бажанні того, щоб люди раділи цій різноманітності й прославляли Бога за це. Його побожність не перетворювати множинність в єдність, але прославляла Бога в кожній створеній істоті й захоплювалася їх індивідуальністю.
Він вважав, що вихваляння має виражатися діями, що узгоджуються з повагою до створеної різноманітності, а не просто дотримання суворого правила утримання від заподіяння шкоди живому. Також, на думку святого, з усіма живими створіннями слід поводитися якомога поблажливіше.
Нововведенням Франциска стало його проповідування безпосередньо тваринам і рослинам. Він читав Біблію птахам, квітам і рибам. Франциск вважав, що не істоти повинні служити людині, а людина істотам. У цьому він став ще радикальнішим від джайністів.
Святий наполягав на первісному добрі й вважав тварин однією сім'єю з людьми. Усі творіння, на його думку, гарні, в них він бачив Бога.
Франциску Ассізькому було зрозуміле почуття рівності творінь Божих, почуття однакової гідності всіх і вся, космічної спорідненості, яке надихнуло його написати знаменитий гімн:
|  | Вихваляємий Ти, мій Господь, і за сестру місяць і зірки, які на небі ти створив яскравими, коштовними і прекрасними. Вихваляємий Ти, мій Господь, за брата вітра і за повітря, і хмари, і ясність, і всяку погоду... Вихваляємий Ти, мій Господь, за сестру воду, яка корисна вельми і доступна, і цінна, і чиста. Вихваляємий Ти, мій Господь, за сестру нашу матір землю, яка нас підтримує і спрямовує, і виробляє різні плоди з яскравими квітами і травою... |

Франциск Ассизький помер у злиднях. Кажуть, що в момент його смерті зграя жайворонків злетіла, щоб супроводжувати святого на небо.
Американський історик Лінн Вайт-молодша справедливо назвала святого Франциска Ассізького «найбільшим радикалом у християнській історії після Христа». Недарма одного разу його ледь не вигнали з церкви. Надалі настоятелі францисканського ордену відмовилися від більшості навчань його засновника. І тільки в середині 1960-х років, після великого Другого Ватиканського собору римської католицької церкви, ордену францисканців було наказано «повернутися» до своїх першовитоків. З цього часу францисканці стали брати діяльну участь в охороні природи.

## Патрон
- Португалія: Понте-де-Сор
- США: Сан-Франциско

## Цікаві факти
- 4 жовтня в Європі в день пам'яті святого Франциска Ассізького, який вважається католиками заступником тварин, святкується Всесвітній день тварин.
- Папа Франциск узяв собі ім'я на честь Франциска Ассізького.[15]

## Про нього
- Жюльєн Ґрін. Брат Франциск / Серія: Життєписи — Франциск Асизький. — Київ: Юніверс, 2006. — 296 с.
- В. Домонтович. Святий Франціск із Ассізі / В. Домонтович. Проза. Три томи. Т.3. — Сучасність, 1988. — С.321-327.
- Борейко В. Е. Экологические традиции, поверья, религиозные воззрения славянских и других народов / Изд. второе, доп. — К.: Киев. эколого-культурный центр, 1998. — 224 с. (рос.)
- Борейко В. Е. Философы зоозащиты и природоохраны. — К.: КЭКЦ, 2012. — 179 с. (рос.)
- Герье В. Франциск Ассизский // Вестник Европы. — 1892, июнь. — С. 519—545.
- Уайт-мл. Л. Исторические корни нашего экологического кризиса // Глобальные проблемы и общечеловеческие ценности. — М.: Прогресс,1990. — С. 188—202. (рос.)
- Мережковский Д. Лица святых от Иисуса к нам // Собр. соч. — М.: Республика, 1997. — С. 208—213. (рос.)
- Цветочки Святого Франциска Ассизского. — М.: Мусагетъ, 1997. — 170 с. (рос.)
- Hughes J. Donald. Francis of Assisi and the diversity of creation // Environmental ethics. 1996. — V. 18, № 3. — P. 311—321. (англ.)
- Честертон К. Г. Святий Франциск Асизький. — Видавництво «Свічадо», 2018. — 144 с.